# Kleidotoma atomaria
Kleidotoma atomaria is een vliesvleugelig insect uit de familie van de Figitidae. De wetenschappelijke naam van de soort is voor het eerst geldig gepubliceerd in 1960 door Hellen.